# جون ألكوت
جون ألكوت (بالإنجليزية: John Alcott)‏ هو مصور سينمائي بريطاني، ولد في 27 نوفمبر 1930 في لندن في المملكة المتحدة، وتوفي في 28 يوليو 1986 في كان في فرنسا بسبب نوبة قلبية.

## وصلات خارجية
- جون ألكوت على موقع IMDb (الإنجليزية)
- جون ألكوت على موقع ألو سيني (الفرنسية)
- جون ألكوت على موقع أول موفي (الإنجليزية)
- جون ألكوت على موقع قاعدة بيانات الأفلام السويدية (السويدية)
- جون ألكوت على موقع قاعدة بيانات الفيلم (الإنجليزية)
- جون ألكوت على موقع كينوبويسك (الروسية)